# Traum der Sophomores
Der Traum der Sophomores ist die Bezeichnung für zwei Identitäten, die ursprünglich von Johann I Bernoulli stammen.
Die Identitäten lauten:
{\displaystyle \int _{0}^{1}{x}^{-x}\mathrm {d} x=\sum _{n=1}^{\infty }n^{-n}\approx 1{,}29128599706266354}
{\displaystyle \int _{0}^{1}{x}^{x}\mathrm {d} x=\sum _{n=1}^{\infty }(-1)^{n+1}n^{-n}=-\sum _{n=1}^{\infty }(-n)^{-n}\approx 0{,}7834305107121344}

Rot: Tetrationsfunktion zweiter Ordnung, Blau: Kehrwert der Tetrationsfunktion zweiter Ordnung

Im Integral steht die Tetrationfunktion zweiter Ordnung {\displaystyle x^{x}}, das heißt die Potenz mit gleicher Zahl in Basis und Exponent (der ersten Stufe iterierter Potenzierung bzw. des Potenzturms).
Die Bezeichnung Sophomore steht für Studenten im zweiten Studienjahr. Die Identitäten wurden von Johann I Bernoulli im Jahre 1697 entdeckt und die Bezeichnung Traum der Sophomores (englisch: Sophomore's Dream) stammt aus einem Buch von Jonathan Borwein, David H. Bailey und Roland Girgensohn. Sie spielt auf die im Allgemeinen inkorrekte Freshman-Gleichung an (Freshman ist ein Student im ersten Semester) {\displaystyle {(x+y)}^{n}=x^{n}+y^{n}}.

## Beweis
Das Integral vom Kehrwert der Tetrationsfunktion zweiter Ordnung kann mit der Taylorreihe der Exponentialfunktion dargestellt werden:
{\displaystyle \int _{0}^{1}{x}^{-x}\mathrm {d} x=\int _{0}^{1}\exp[-x\ln(x)]\mathrm {d} x=\int _{0}^{1}\sum _{k=0}^{\infty }{\frac {1}{k!}}[-x\ln(x)]^{k}\mathrm {d} x=\sum _{k=0}^{\infty }\int _{0}^{1}{\frac {1}{k!}}[-x\ln(x)]^{k}\mathrm {d} x=}
{\displaystyle =\sum _{k=0}^{\infty }\int _{0}^{\infty }-{\biggl [}{\frac {\mathrm {d} }{\mathrm {d} x}}\exp(-x){\biggr ]}{\frac {1}{k!}}[-y\ln(y)]^{k}[y=\exp(-x)]\mathrm {d} x=\sum _{k=0}^{\infty }\int _{0}^{\infty }{\frac {1}{k!}}\exp(-x)[x\exp(-x)]^{k}\mathrm {d} x=}
{\displaystyle =\sum _{k=0}^{\infty }\int _{0}^{\infty }{\frac {1}{k!}}x^{k}\exp[-(k+1)x]\mathrm {d} x=\sum _{k=0}^{\infty }\int _{0}^{\infty }{\biggl [}{\frac {\mathrm {d} }{\mathrm {d} x}}(k+1)x{\biggr ]}{\frac {1}{(k!)(k+1)^{k+1}}}[(k+1)x]^{k}\exp[-(k+1)x]\mathrm {d} x=}
{\displaystyle =\sum _{k=0}^{\infty }\int _{0}^{\infty }{\frac {1}{(k!)(k+1)^{k+1}}}x^{k}\exp(-x)\mathrm {d} x=\sum _{k=0}^{\infty }{\frac {1}{(k+1)^{k+1}}}=\sum _{n=1}^{\infty }n^{-n}}
Analog erfolgt der Beweis für die zweite von den zwei Formeln, welche den Traum der Sophomores bilden.

## Verallgemeinerungen
Zu den beiden Gleichungen des Traums der Sophomores können analoge Ausdrücke abgeleitet werden:
{\displaystyle \int _{0}^{1}{x}{\widehat {}}(-v{x}^{w})\mathrm {d} x=\sum _{a=0}^{\infty }{\frac {v^{a}}{{(aw+1)}^{a+1}}}}